# Classe Duca degli Abruzzi
La classe Duca degli Abruzzi était une sous-classe de deux croiseurs légers, dernière des cinq types de classe Condottieri construits dans l'entre-deux-guerres pour la Regia Marina. 

## Historique
Baptisés Duca Degli Abruzzi et Giuseppe Garibaldi, ces navires de plus de 10 000 tonnes, sacrifièrent la vitesse au profit de la protection et de l'armement qui passa de 8 à 10 canons de 152 mm en deux tourelles triples et deux tourelles doubles. Ce canon de 55 calibres tiraient des obus explosifs de 44 kg et des obus perforants de 50 kg, à une distance maximale de 25 740 et 24 900 mètres à raison de 4 à 5 coups par minute. La tourelle triple pesait 135,4 tonnes et permet aux canons de pointer en site de - 5 ° à + 45 ° et en azimut sur 240 °. Les performances de la tourelle double sont semblables à celles des croiseurs précédents. La dotation en munitions est inconnue mais si l'on suit le raisonnement concernant les croiseurs précédents, elle devrait être de 350 à 500 obus.
Cet accroissement continu de la protection (les Alberto di Giussano avaient une ceinture blindée de 24 mm, les derniers Condottieri, une ceinture quatre fois plus épaisse) s'explique probablement par un changement de perspective. Avec la mise en service de la classe La Galissonnière, les contre-torpilleurs français n'étaient plus les seuls adversaires potentiels en Méditerranée pour les croiseurs légers italiens. 
Actifs pendant la Seconde Guerre mondiale, ils participèrent entre autres à la bataille de Punta Stilo et à la bataille du cap Matapan. Ils survivent à la guerre et subissent diverses modernisations jusqu'à leur démantèlement dans les années 1960 et 1970.

## Navires de la classe
| Navire                             | Constructeur                             | Pose de la quille | Lancement     | Mise en service   | Fait           |
| ---------------------------------- | ---------------------------------------- | ----------------- | ------------- | ----------------- | -------------- |
| Luigi di Savoia Duca degli Abruzzi | OTO Melara SpA, La Spezia                | 28 décembre 1933  | 21 avril 1936 | 1er décembre 1937 | Démoli en 1961 |
| Giuseppe Garibaldi                 | Cantieri Riuniti dell'Adriatico, Trieste | 28 décembre 1933  | 21 avril 1936 | 20 décembre 1937  | Démoli en 1972 |